# ميرزا جواد آقا الطهراني
ميرزا جواد آقا الطهراني (1904، طهران - 1989، مشهد) كان أحد علماء الشيعة المتصوفين والفقهاء من إيران. في عام 1979 م، كان أحد ممثلي الجمعية للمراجعة النهائية للدستور من محافظة خراسان الرضوية. يُعتبر شخصًا روحانيًا على الرغم من رأيه النقدي في التصوف التقليدي، وكان يُعرف بأنه مدرس للأخلاق. كانت له علاقة جيدة مع روح الله الخميني.

## النقيض مع التصوف التقليدي
كان، مثل غيره من علماء مدرسة التفكيك، ناقدًا للتصوف الإسلامي التقليدي، ورغم أنه كان منحازًا للثورة من وجهة نظر سياسية، إلا أنه كان ضد الروحانية والتصوف من وجهة نظر فكرية وأيديولوجية، ولهذا السبب كان يختلف مع روح الله الخميني في بعض الحالات. على سبيل المثال، أٌرسلَت رسالة إلى الخميني حول طلب إيقاف التفسير الصوفي لسورة الفاتحة والذي كان يُبث على شاشة التلفزيون في تلك السنوات. وقد قبل روح الله الخميني الطلب وأغلق الترجمة على الرغم من أنها كانت ذات جمهور كبير.[بحاجة لمصدر]

## التعليم
بعد اجتيازه للدورات التمهيدية وجزء من الدورات المتوسطة في الحوزة العلمية في قم، غادر ميرزا جواد آقا الطهراني إلى النجف الأشرف. وخلال إقامته في النجف لمدة عامين، استفاد من وجود علماء مثل مرتضى الطالقاني. كما تعلم في طهران شرح المنظومة (كتاب مشهور في الحكمة الإسلامية) على مراجعة محمد تقي الآملي. وبعد عودته إلى إيران ذهب إلى مشهد، وبعد إكمال دورات المستوى في الحوزة العلمية على يد هاشم القزويني، ومن أجل مواصلة دراسته في الخارج في الفقه والأصول والتعرف على آراء محمد حسين النائيني، حضر دورات ميرزا مهدي أصفهاني الخارجية (كان زميل دراسة لحسن علي المرواريد). لقد تأثر ميرزا جواد بشكل كبير بالمعلم من حيث منهجه العلمي وسلوكه الصوفي. حتى أنه أصبح، حسب الأستاذ محمد رضا الحكيمي، أحد أركان الطريقة التفكيكية. ويكتب علي خامنئي في هذا الصدد:
"تلقى معظم تعليمه في مشهد وعلى يد المرحوم الحاج ميرزا مهدي الأصفهاني (توفي سنة 1365 هـ) وبالإضافة إلى الفقه في المواضيع العقائدية والفلسفية، حضر الدورة المذكورة أيضًا وتبنى أفكار الأستاذ."
بعد إكمال دراسته الجامعية، بدأ ميرزا جواد آقا الطهراني التدريس في الخارج في الفقه وتفسير القرآن الكريم في مدرسة ميرزا جعفر في مشهد. عاش ميرزا جواد آقا حياة بسيطة للغاية وكان يرتدي دائمًا عمامة صغيرة ويقول: "هذا يكفي لمظهري الروحي، ولو لم يكن مخالفًا للعرف لما ارتديته".

## الذهاب إلى الأمام
ورغم كبر سنه وفي السنوات الأخيرة من حياته بنفس الخصر المنحني، ذهب إلى جبهات الحرب العراقية الإيرانية ثلاث مرات وانضم إلى المحاربين. ويكتب خامنئي في هذا الصدد:
"خلال سنوات الحرب المفروضة، ارتدى الزي القتالي بشكل متكرر، وعلى الرغم من كبر سنه، كان رجلًا شجاعًا بين الشباب المحاربين في ساحة المعركة."

## رعاية المحرومين
كما لم يهمل رعاية المحتاجين، فأنشأ أول مركز خيري لعلاج المحتاجين في مشهد بتوجيهاته ومساعدته. كما أُنشئ أول صندوق قروض خيرية في إيران في مشهد عام 1963 بجهوده. وقال خامنئي في هذا الصدد:
كان ذلك العالم الجليل التقي من العظماء والبارزين الذين أفنى عمره في خدمة الله ورعاية الناس والجهاد في سبيل الدين، وسار على طريق نيل رضا الله بقولٍ وقلمٍ وخطى. وقد أثرى حوزة مشهد لسنواتٍ طويلة بدروس الفقه والتفسير والعقيدة، وبارك في كثيرٍ من الطلاب والعلماء.

## الوفاة
توفي ميرزا جواد آغا بسبب مرض في الكبد فجر الثلاثاء 24 تشرين الأول 1989، وحسب وصيته، دُفن في مقبرة بهشت رضا في مشهد، مع شاهد قبر بدون اسم أو علامة.

## التلاميذ
ومن بين تلاميذه يمكن ذكر الأشخاص التاليين: 
- علي خامنئي
- مصطفى أشرفي شاهرودي
- صالحي مازندراني
- علي أصغر معصومي
- مهدي عبادي
- محمد وليه
- مسلم حائري
- عبد الجواد قرافيان
- مهدي مرواريد
- علي أكبر إلهي الخراساني

## أعماله
ومن أشهر أعماله:
- بهایی چه می‌گوید؟ (Bahaee Che Miguyad?) «ماذا يقول البهائي؟» – في رفض العقيدة البهائية.
- عارف و صوفی چه می‌گویند؟ (Aref va Sufi Che Miguyand?) «ماذا يقول العارف والصوفي؟» – في بيان مبادئ التصوف والتصوف التقليدي، ثم رفضها.
- میزان المطالب (Mizan Al-Mataleb) «ميزان المطالب» – في بيان المعتقدات الشيعية وانتقاد آراء بعض الفلاسفة.
- فلسفه بشری و اسلامی (Falsafeye Bashari va Eslami) «الفلسفة البشرية والإسلامية» – في نقد المادية والشيوعية.
- بحثی پیرامون اسلام (Bahsi Piramoone Eslam) «نقاش حول الإسلام» – في نقد أحمد كسروي.
- آیین زندگی و درس‌هایی از اخلاق اسلامی (Ayeene Zendegi va Dars'hayee az Akhlaghe Eslami) «منهاج الحياة ودروس من الأخلاق الإسلامية» – حول الحياة الإنسانية وإسهام الإسلام فيها.

## طالع أيضًا
- محمد جواد الأنصاري الهمداني
- عباس القوتشاني
- أحمد الخوانساري
- محمد علي ناصري
- محمد البهبهاني
- محمد حسين الطباطبائي
- الميرزا جواد آقا الملكي التبريزي
- ابن صوفي
- محمد علي شاه عبادي [الإنجليزية]
- سيد أبو الحسن شمس عبادي [الإنجليزية]

## روابط خارجية
- تاريخان شفويان؛ "انتفاضة نساء مشهد في 7 يناير/كانون الثاني 1978" و"الشهيد محمد رضا شمس آبادي"
- ماذا يقول البهائي؟